# Kecskeméti Katona József Nemzeti Színház
A Kecskeméti Katona József Nemzeti Színház Kecskemét színházi életének központja, nevét a Bánk bán szerzője, a kecskeméti Katona József után kapta, 1916-ban. Az intézmény nemcsak a Nagyszínházat foglalja magában: további két játszóhellyel rendelkezik, ezek a Kelemen László Kamaraszínház és a Ruszt József Stúdiószínház. Tagozatok: prózai, balett és zenei. Jelenlegi igazgatója Cseke Péter. A színház nem tévesztendő össze az azonos néven működő budapesti intézménnyel. 2020. január 1-től a színház Magyarország Kormánya döntése értelmében Nemzeti Színházként működik.

## Története
Kelemen László, az első magyar színigazgató már a 18. század végén kísérletet tett a kecskeméti színjátszás megteremtésére, de próbálkozása a szülővárosában nem hozott tartós eredményt. Közel száz év múltán azonban már sikerült a várost megillető színházat létrehozni, a bécsi Fellner és Helmer tervezésében, amit a millenniumi ünnepségekhez kapcsolódóan avattak fel, október 14-én.
Az ünnepi műsor öt számból állt. Az elsőben Donáth Lajos karnagy nyitányát hallhatták a nézők, melyet saját maga vezényelt. A második számban Ábrányi Emil Prolog című, kifejezetten az nyitóünnepség alkalmából írt költeményét szavalta el. A harmadik számban került előadásra a nyitódarab, mely Katona József Bánk bánja volt. Az előadás a Nemzeti Színház művészeinek közreműködésével jött létre. Az előadás során a főbb szerepekben Jászai Mari (Gertrudis), Szacsvay Imre (Bánk bán) és Márkus Emília (Melinda) voltak láthatóak. A negyedik számban Katona Apotheozisa. című élőkép került színpadra, majd végül az ötödik képben zárásképp elhangzott a Himnusz. A színház avatásán Ferenc József és felesége, Sissy királyné is részt vett. Emléküket tábla is őrzi a színházban.
A magyarországi kulturális és társadalmi élet 19. század végi megélénkülése a reformkorhoz hasonlóan újabb közösségi funkciókat kiszolgáló épülettípusok megjelenését segítette elő. Ezek közé tartozik a színház is mint a polgári társasági élet legfontosabb nyilvános színhelye. Magyarországon a legtöbb színház a dualizmus néhány évtizede alatt épült, mintegy színházépítési láz vonult végig az országon.

### Stílustörténeti körülmények

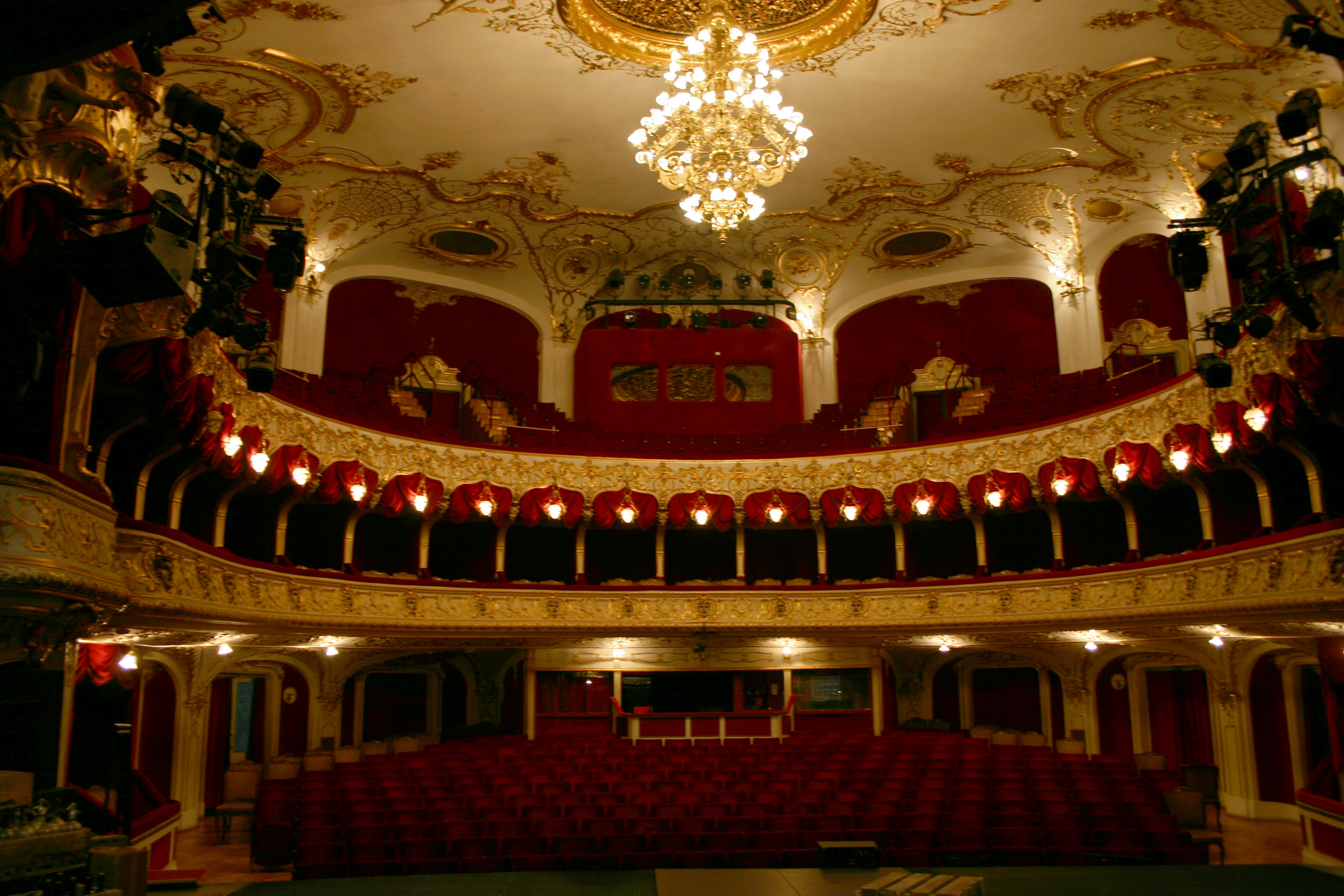
Nézőtér

A magyar építészek nagy bánatára zömében külföldi versenytársak nyerték a színházak tervezésére vonatkozó pályázatokat. Ez együtt járt a nemzetközi szervezési és tervezési elvek átvételével funkcionálisan, szerkezetileg és stílusban egyaránt. A Fellner és Helmer tervezők által képviselt elvek azonban egyre elavultabbá váltak. A századfordulón már nagyobb hangsúlyt kapott az új színházi rendszerek kialakításának igénye, amely aztán a magyar szecesszió időszakában bontakozott ki.
Az épület eklektikus stílusú, neobarokk díszítőelemekkel, amelyek nagyrészt Hausbeitner Henrik osztrák szobrász munkái. Az épület főhomlokzatán két ablakfülkében látható Kisfaludy Károly, illetve Katona József szoborportréja. A színház felújítására 1986–87-ben az Ybl Miklós-díjas Farkas Gábor és Boros Pál építészek tervei alapján került sor.
A színház vezetőinek névsorából kiemelkedik Radó Vilmos neve, aki 15 éves igazgatósága alatt többek között Latinovits Zoltán szerződtetésével öregbítette a színház hírnevét. Az intézményhez kapcsolódik a helyi Kelemen László Kamaraszínház és a Ruszt Józsefről elnevezett Stúdiószínház.
A Színházi adattárban regisztrált bemutatók száma, 1949. október 10-től: 752; ugyanitt háromszázhét színházi felvétel is látható.
Az épület előtt látható a Szentháromság szobor, melyet 1739–40-ben, a városban pusztító pestisjárvány emlékére emeltek, barokk stílusban. A közel három méteres obeliszk és a környezete a Szentháromság mellett összesen 13 szent szobrát foglalja magában.

## Társulat (2024/2025)
- Igazgató: Cseke Péter
- Főrendező: Szente Vajk
- Művészeti vezető: Kovács Lehel
- Irodalmi vezető: Galambos Attila
- Zenei vezető: Károly Kati
- Prózai tagozatvezető: Sipos Imre
- Tánctagozat művészeti vezetője: Barta Dóra
- Művészeti főtitkár: Matók Szilvia
- Koreográfus: Túri Lajos Péter

### Örökös tagok
- Balogh Rózsa
- Csizmadia László
- Gyólay Viktória
- Horváth Ferenc ügyelő
- Jablonkay Mária
- Kiss Jenő
- Körtvélyessy Zsolt
- Lengyel Jánosné Simon Ibolya
- Marinkovics Józsefné
- Oravecz Gyula festőművész, díszlettár vezető
- Radó Vilmos
- Réti Erika
- Sára Bernadette
- Sirkó László

### Prózai tagozat művészei
- Bori Réka
- Csapó Virág
- Csombor Teréz †
- Danyi Judit
- Fazakas Géza
- Ferencz Bálint
- Hajdú Melinda
- Hegedűs Zoltán
- Jankovics Anna
- Járai Máté
- Koltai-Nagy Balázs
- Körtvélyessy Zsolt
- Kovács Gyopár
- Kovács Lehel
- Kovács Panka
- Lakatos Máté
- Magyar Éva
- Märcz Fruzsina
- Mechle Christian
- Orth Péter
- Pál Attila
- Sára Bernadette
- Sirkó László
- Szabó Dorottya
- Szegvári Júlia
- Varga-Huszti Máté
- Venczli Zóra

### Tánctagozat művészei
- Szőllősi Krisztina
- Földesi Milán
- Nagy Nikolett
- Raj Martin
- Szóka Roland
- Varga Lotti
- Tokai Rita
- Takács Odett
- Gömöri Lara
- Perjési Patrik
- Lajter Eszter
- Emanuele Co
- Pete Csenge
- Katonka Zoltán
- Szigethy Norbert

### Zenei tagozat művészei
- Drucker Péter
- Iván Sára
- Madarász Éva Andrea
- Kovács Mihály
- Tóth Jázmin
- Oberfrank Bernadett
- Sipos Gábor Gergő
- Várkonyi Zsolt
- Laczkó Andrea
- Palotás Gábor
- Kiss Imre
- Földi Jácint
- Földiné Mészáros Orsolya
- Földes Mónika
- Benedek Péter
- Balázs Zsófia
- Cseloczki Tamás
- Kelemen Örs
- Mátyási Áron
- Mike-Nagy Kitti
- Monos M. Franciska
- Puskás Gyula
- Schupp Gabriella
- Simon Kata
- Turjányi Mátyás

## A színház igazgatói
- Kövessy Albert (1900–1905)
- Mariházy Miklós (1908–1920, 1926–1927)
- Bárdossy Pál (1920–1922)
- Csáky Antal (1922–1926)
- Gulyás Menyhért (1927–1928)
- Deák Ferenc (1928–1930)
- Miklósy Imre (1930–1936)
- Kardoss Géza (1936–1939)
- Szokoly Gyula (1944–1947)
- Velenczey István (1951–1953)
- Radó Vilmos (1958–1974)
- Miszlay István (1974–1976)
- Sajtos Géza (1976–1982)
- Jancsó Miklós és Hernádi Gyula (1983–1984)
- Gyurkó László (1984–1985)
- Lendvay Ferenc (1986–1991)
- Illés István (1992–1995)[7]
- Bal József (1995–1998)
- Bodolay Géza (1998–2008)
- Cseke Péter (2008–)

## Érdekességek
A színház épülete kedvelt filmforgatási helyszín. 1963-ban Ranódy László: Pacsirta című filmjének színházi jeleneteit forgatta az épületben. 1966-ban itt forgatta Zsurzs Éva Othello Gyulaházán című tévéfilmjének színházi jeleneteit. Bacsó Péter 1983-as Te rongyos élet című filmjét is részben itt forgatta. 2004-ben Szabó István Csodálatos Júlia című filmjének szolgált helyszínül az épület.

## Galéria

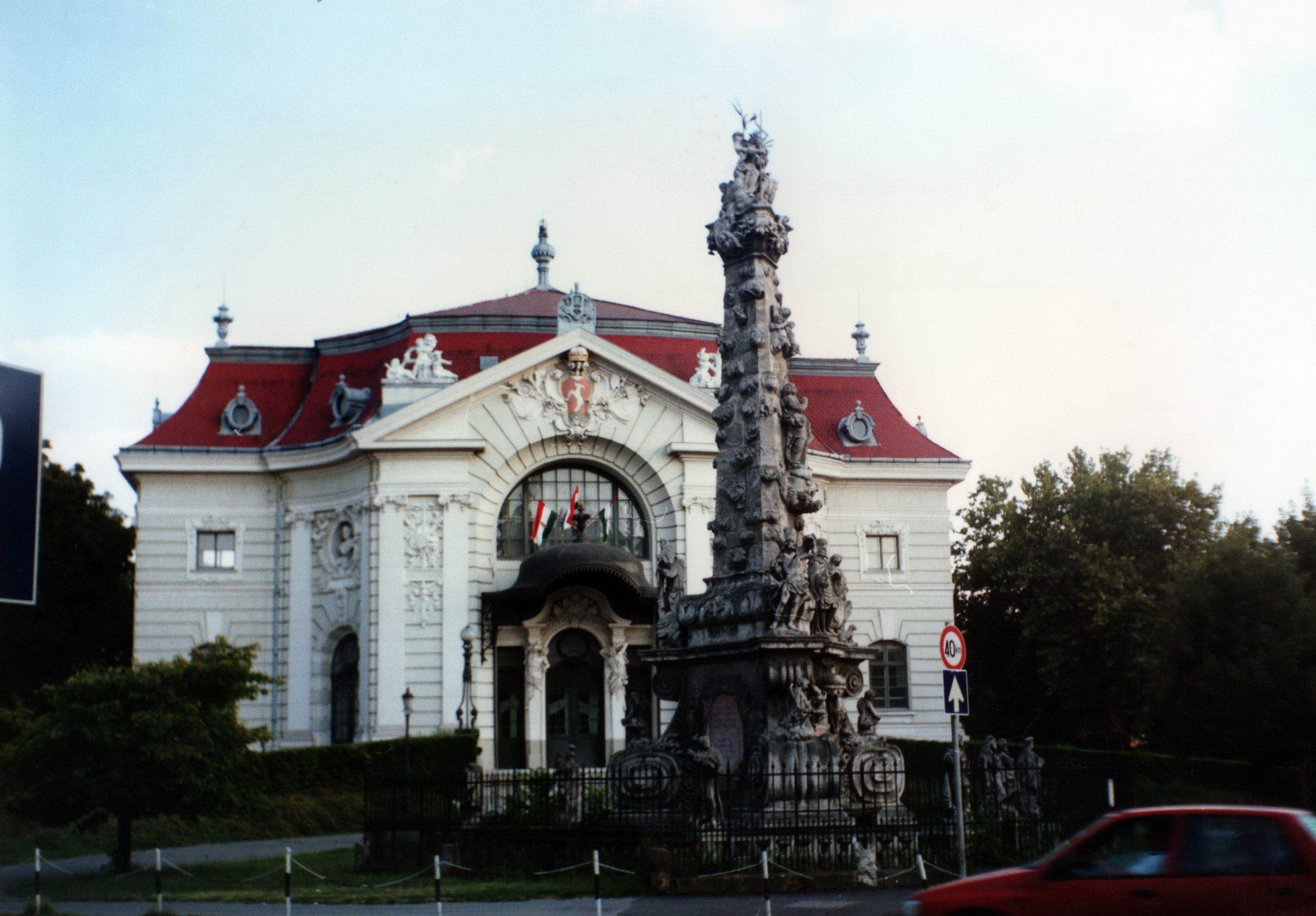
A Katona József Színház
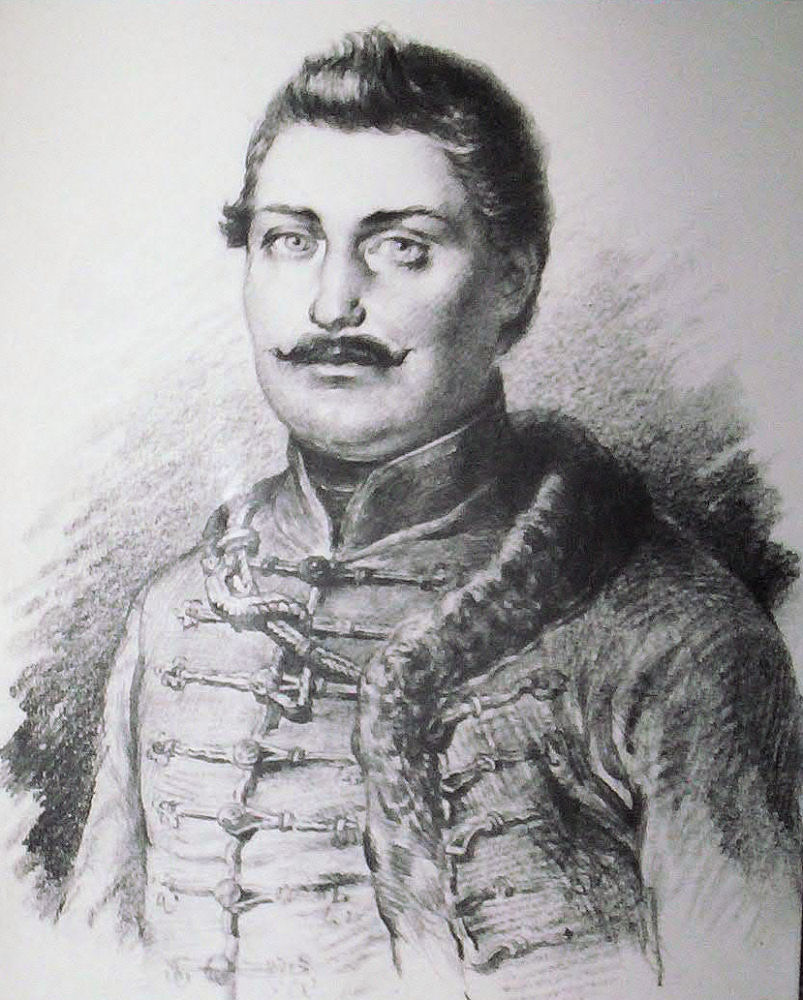
A színház névadója, Katona József